# Brouwerij Kompaan
Brouwerij Kompaan, officieel bekend als Kompaan Dutch Craft Beer Company, is een Nederlandse brouwerij van speciaalbier gevestigd in Den Haag. Bieren van Kompaan zijn in Nederland verkrijgbaar in verschillende horeca, slijterijen en retail.

## Geschiedenis
Brouwerij Kompaan werd in 2012 opgericht door Jeroen van Ditmarsch, Frans ter Steege en Jasper Langbroek. In de beginjaren werden de bieren gebrouwen bij andere brouwerijen, aangezien de brouwerij niet beschikte over eigen brouwinstallaties.
In 2014 vestigde Kompaan zich in het industrieterrein de Binckhorst in Den Haag, waar een microbrouwerij en opslagruimte werden ingericht in Ateliercomplex de Besturing. Het eerste op de markt gebrachte bier was Kompaan 20, dat later hernoemd werd naar Bondgenoot. In 2017 ontving het bier 'Bloedbroeder' de titel van "Beste Bier van Nederland" tijdens de Dutch Beer Challenge.
In 2016 breidde Kompaan de brouwerij uit met een vierketelinstallatie met een capaciteit van 30 hectoliter, waarmee een jaarlijkse productie van ongeveer 8000 hectoliter bier mogelijk is. Tevens werd in dat jaar een lijn van op vatgerijpte bieren geïntroduceerd, onder de naam "The Foreign Legion".
In 2015 opende Kompaan de bar Thuishaven naast de brouwerij aan de Saturnusstraat in Den Haag. De opening werd gefinancierd via een crowdfundingcampagne die €150.000 opleverde. In 2022 werd een tweede locatie geopend, genaamd "Binnenhaven", in het centrum van Den Haag.
In 2021 besloot Kompaan volledig over te schakelen op blikken voor de verpakking van hun bieren.

## Bieren
De standaard bieren van Kompaan bestaan uit:
- Levensgenieter – New England IPA 4,5%

- Bondgenoot – Hopped Blonde 5,2%
- Lefgozer – Witbier 6%
- Juicy Joker – New England IPA 4,5%
- Handlanger – Double IPA 8,2%
- Bloedbroeder – Russian Imperial Stout 9,1%
- Maverick Monk - Tripel 8,4%

Daarnaast experimenteert Kompaan met seizoensgebonden en op vatgerijpte bieren. De brouwerij ontwikkelt ook de Battle Royale-serie, waarin nieuwe hopcombinaties worden getest, en brouwt jaarlijks nieuwe bieren, soms in samenwerking met andere brouwerijen.

### Kompaan's Barrel Aged Bierproject
In 2016 introduceerde de brouwerij een nieuwe bierlijn genaamd "Foreign Legion", die in 2017 officieel werd gelanceerd. Deze serie draait om een fictieve verhaallijn waarin zes "veteranen" worden getraind tot een peloton van diverse bierstijlen. Elk bier in deze serie is vatgerijpt en vertegenwoordigt een unieke, experimentele smaak, waarbij elk bier bijna een jaar rijpt om een complexe en krachtige smaakervaring te bereiken. De Foreign Legion-bieren worden elk jaar speciaal uitgebracht tijdens de donkere wintermaanden.
Het eerste bier in de reeks was de Joey Greenhorn, gevolgd door andere karaktervolle bieren zoals Johnny Dogface, Jimmy Skimmed, Tommy Double Barrel, Jerry Sauertopf, Boris the Butcher en Thierry Sauvage. De namen van de bieren zijn nauw verbonden met de bierstijl die ze vertegenwoordigen, wat bijdraagt aan de verhalende thematiek van de serie.

## Onderscheidingen
| Jaar | Waar                 | Categorie              | Award  |
| ---- | -------------------- | ---------------------- | ------ |
| 2021 | Dutch Beer Challenge | Amber Ale: Session IPA | Brons  |
| 2022 | Dutch Beer Challenge | Amber Ale: Session IPA | Zilver |

| Jaar | Waar                 | Categorie          | Award  |
| ---- | -------------------- | ------------------ | ------ |
| 2017 | Dutch Beer Challenge | Blond: Licht Blond | Brons  |
| 2018 | Dutch Beer Challenge | Blond: Licht Blond | Zilver |

| Jaar | Waar                 | Categorie                      | Award              |
| ---- | -------------------- | ------------------------------ | ------------------ |
| 2019 | World Beer Wards     | IPA Imperial/Double            | Netherlands Winner |
| 2019 | World Beer Awards    | IPA Imperial/Double            | World's Best IPA   |
| 2018 | Dutch Beer Challenge | Amber Ale: Double/Imperial IPA | Bronze Medal       |
| 2021 | Dutch Beer Challenge | Amber Ale: Double/Imperial IPA | Bronze Medal       |

| Jaar | Waar                                       | Categorie                           | Award                         |
| ---- | ------------------------------------------ | ----------------------------------- | ----------------------------- |
| 2017 | Dutch Beer Challenge                       | -                                   | Beste Bier van Nederland      |
| 2017 | Dutch Beer Challenge                       | Donker: Stout/Porter                | Gold Medal                    |
| 2017 | Barcelona Beer Challenge                   | Russian Imperial Stout              | Gold Medal Award              |
| 2017 | Brussels Beer Challenge                    | Sout/Porter: Russian Imperial Stout | The Certificate of Excellence |
| 2017 | Dutch Beer Challenge                       | Donker: Stout/Porter                | The Mitra Trophy - Gouden     |
| 2019 | Meininger's International Craft Beer Award | Imperial Stout                      | Gold                          |
| 2019 | World Beer Awards                          | Sout & Porter: Imperial Stout       | Netherlands Winner            |